# Rowley-Massiv
Das Rowley-Massiv ist ein markantes, 1320 m hohes Massiv an der Black-Küste des Palmerlands auf der Antarktischen Halbinsel. Es ragt am Kopfende des Odom Inlet zwischen dem Haley- und dem Cline-Gletscher auf.
Der United States Geological Survey (USGS) nahm 1974 eine Vermessung vor. Das Advisory Committee on Antarctic Names benannte das Massiv 1976 nach Peter Dewitt Rowley (* 1943), Teilnehmer der Expedition des USGS von 1970 bis 1971 zur Lassiter-Küste und Leiter der Expedition von 1972 bis 1973 in dasselbe Gebiet.